# Исчезнувшие сёла (Джанкойский район)
Джанкойский район, занимающий, в основном, присивашские степи, за время нахождения Крыма в составе России, понёс, наряду с соседним Красноперекопским, наибольшие потери от эмиграции крымских татар в Османскую империю. В результате число исчезнувших, особенно в первые десятилетия, селений не поддаётся точному подсчёту. В более позднее время на существование сёл, видимо, оказывал влияние характер негостеприимной, маловодной степи: хутора и селения легко образовывались и с такой же лёгкостью покидались, так что о многих из них известно максимум, что в такой-то год (переписи, или иного зафиксированного учёта) они были. При этом ни о времени возникновения, ни об упразднении зачастую никаких сведений в доступных исторических документах нет.

## Сёла, включённые в состав других населённых пунктов
Некоторые населённые пункты, особенно в послевоенный период, были слиты с соседними, иногда естественным путём с более крупными, а иногда "волевым " решением, с целью создания крупных сельхозцентров. Большинство сёл были присоединены в период с 1954 по 1968 годы, в других случаях даты оговариваются отдельно. Переименование большинства сёл произведено указом Президиума Верховного Совета РСФСР от 18 мая 1948 года, тогда же были слиты некоторые соседние. В основном это происходило ввиду запустения одного, или обоих сёл в результате войны, либо депортации населявших их крымских немцев, татар и представителей других народов — в районе были армянские сёла.
| Сёла, включённые в состав других населённых пунктов | Сёла, включённые в состав других населённых пунктов | Сёла, включённые в состав других населённых пунктов | Сёла, включённые в состав других населённых пунктов | Сёла, включённые в состав других населённых пунктов |
| Село                                                | К кому присоединено                                 | Старое название                                     | Годы включения                                      |                                                     |
| --------------------------------------------------- | --------------------------------------------------- | --------------------------------------------------- | --------------------------------------------------- | --------------------------------------------------- |
| Аксюру-Конрат Русский                               | Полевое                                             | —                                                   | 18 мая 1948 года                                    |                                                     |
| Джадра-Кият                                         | Лобаново                                            | —                                                   | до 1942 года                                        |                                                     |
| Карач-Барач                                         | Колоски                                             | —                                                   | 1930-е годы                                         |                                                     |
| Дымовка                                             | Победное                                            | до 1948 г. Кадым                                    | с 1960 по 1968 годы                                 |                                                     |
| Кипчак                                              | Алгазы-Кипчак                                       |                                                     |                                                     |                                                     |
| Минино                                              | Маслово                                             | до 1948 г. Орак-Аджи                                | 1974 год                                            |                                                     |
| Надежда                                             | Придорожное                                         | —                                                   | до 1960 по 1968 годы                                |                                                     |
| Новомихайловка                                      | Солонцовое                                          | —                                                   | с 1954 по 1960 годы                                 |                                                     |
| Ногай-Тама                                          | Новокрымское                                        | —                                                   | 18 мая 1948 года                                    |                                                     |
| Пирогово                                            | Октябрь                                             | до 1948 г. Байгончик татарский                      | с 1960 по 1968 годы                                 |                                                     |
| Ремонтное                                           | Роскошное                                           | до 1948 г. Сейт-Булат старый                        | с 1968 по 1977 годы                                 |                                                     |
| Стальное                                            | Роскошное                                           | до 1948 г. Сеит-Булат                               | с 1960 по 1968 годы                                 |                                                     |
| Татаркой                                            | Новокрымское                                        | —                                                   | 18. 05. 1948 года                                   |                                                     |
| Тюп-Абаш                                            | Калиновка                                           | —                                                   | 18. 05. 1948 года                                   |                                                     |

- Волна — встречается в справочнике «Крымская область. Административно-территориальное деление на 1 января 1968 года», как включённое в период с 1954 по 1968 годы в состав села Новая Жизнь[3] (на самом деле — до 1960 года, поскольку в «Справочнике административно-территориального деления Крымской области на 15 июня 1960 года» селение уже не значилось[8]).
- Клин — встречается в указе Президиума Верховного Совета РСФСР от 18.05.1948 о переименовании населённых пунктов Крымской области, как переименованное из селения Колай[4] и в справочнике «Крымская область. Административно-территориальное деление на 1 января 1968 года», как включённое в период с 1954 по 1968 годы в состав села Майское[3] (на самом деле — до 1960 года, поскольку в «Справочнике административно-территориального деления Крымской области на 15 июня 1960 года» селение уже не значилось[8]). Учитывая, что название Колай ранее носили современный пгт Азовское и железнодорожная станция Азовская[9], узнать что-либо ещё о селе пока не представляется возможным.
- Новогригорьевка — встречается в справочнике «Крымская область. Административно-территориальное деление на 1 января 1968 года», как включённое в период с 1954 по 1968 годы в состав села Днепровка[3] (на самом деле — до 1960 года, поскольку в «Справочнике административно-территориального деления Крымской области на 15 июня 1960 года» селение уже не значилось[8]).

## Сёла, исчезнувшие до 1926 года
Первым доступным источником, содержащим перечень деревень района с относительно точной территориальной привязкой, является Ведомость о всех селениях, в Перекопском уезде состоящих с показанием в которой волости сколько числом дворов и душ и на чьей земле поселение имеют. от 27 октября 1805 года. Составленная после первой волны эмиграции, последовавшей при присоединении Крыма к России 8 февраля 1784 года, она даёт наиболее полное представление о населении и национальном составе уезда. Затем последовали новые волны эмиграции, население сокращалось, сёла пустели, что достигло максимума осле Крымской войны 1853—1856 годов, когда, согласно «Памятной книжке Таврической губернии за 1867 год», в уезде были покинуты жителями и опустели (стояли разорёнными) 278 деревень. Некоторые из них вскоре были возрождены новыми жителями и, как действующие, учтены в ревизии 1887 года. Часть селений исчезла навсегда.
После Крымской войны 1853—1856 годов прошла, пожалуй, самая массовая волна эмиграции крымских татар в Османскую империю, особенно из степной зоны полуострова. Опустело большинство присивашских деревень, что наглядно видно на карте 1865 года, с другой стороны, после отмены крепостного права началось переселение крестьян на свободные земли. Ревизия1887 года зафиксировала поселения, существовавшие и возникшие практически в начале данного этапа. Намного больше селений, особенно всевозможных хуторов и отрубов, возникло в период столыпинской реформы. Многие поселения так же быстро исчезали, как появлялись, особенно в период революции и гражданской войны.
| Адаман           | 45°39′05″ с. ш. 34°45′25″ в. д. | 1902 год |
| Аман             | 45°40′25″ с. ш. 34°17′20″ в. д. | 1864 год |
| Ачамайлы-Тама    | 45°47′35″ с. ш. 34°06′45″ в. д. | 1864 год |
| Байгончик Новый  |                                 | 1918 год |
| Джудрук-Кият     | 45°42′10″ с. ш. 34°23′45″ в. д. | 1864 год |
| Ильгери-Конрат   | 45°37′15″ с. ш. 34°28′15″ в. д. | 1864 год |
| Кадыр-Аджи-Ойрат | 45°33′55″ с. ш. 34°19′50″ в. д. | 1864 год |
| Кирей            | 45°53′05″ с. ш. 34°11′30″ в. д. | 1915 год |
| Клен             | 45°43′40″ с. ш. 34°37′45″ в. д. | 1864 год |
| Кучук-Джантуган  | 45°59′35″ с. ш. 34°17′50″ в. д. | 1864 год |
| Кучук-Киргиз     | 45°37′30″ с. ш. 34°39′45″ в. д. | 1864 год |
| Кучук-Найман     | 46°00′30″ с. ш. 34°20′00″ в. д. | 1864 год |
| Кучук-Онлар      | 45°42′35″ с. ш. 34°33′00″ в. д. | 1864 год |
| Кучук-Таганаш    | 45°52′15″ с. ш. 34°27′20″ в. д. | 1864 год |
| Кучук-Тузакчи    | 45°51′55″ с. ш. 34°25′10″ в. д. | 1915 год |
| Найман           | 45°59′00″ с. ш. 34°03′45″ в. д. | 1842 год |
| Ой-Китай         | 45°48′35″ с. ш. 34°26′55″ в. д. | 1817 год |
| Орманчи          | 46°01′15″ с. ш. 34°11′20″ в. д. | 1915 год |
| Сарыбай-Кият     | 46°35′50″ с. ш. 34°23′25″ в. д. | 1865 год |
| Таиш             | 45°54′45″ с. ш. 34°17′20″ в. д. | 1829 год |
| Таракай          | 45°54′30″ с. ш. 34°18′15″ в. д. | 1865 год |
| Ток-Булек        | 45°33′45″ с. ш. 34°30′40″ в. д. | 1864 год |
| Чокур-Карач      | 45°58′30″ с. ш. 34°21′30″ в. д. | 1842 год |
| Шереп            | 45°43′15″ с. ш. 34°24′14″ в. д. | 1842 год |
| Шугур-Джурт      | 45°53′55″ с. ш. 34°13′15″ в. д. | 1842 год |
| Эльвигазан       | 45°42′10″ с. ш. 34°08′30″ в. д. | 1892 год |
| Яни-Джандевлет   | 45°51′30″ с. ш. 34°31′20″ в. д. | 1829 год |
| Яни-Кат          | 45°39′40″ с. ш. 34°29′45″ в. д. | 1865 год |

### Малоупоминаемые селения
Некоторые деревни упоминаются только в Ведомости… 1805 года. Идентифицировать многие с записями в Камеральном Описании Крыма… 1784 года пока не удалось, в дальнейшем же в доступных источниках не встречаются. Некоторые селения в доступных источниках упоминаются только в «…Памятной книжке Таврической губернии на 1900 год» или энциклопедическом словаре «Немцы России».
- Абаклы-Тама (немецкий) — встречается только в Статистическом справочнике Таврической губернии 1915 года, согласно которому в деревне Абаклы-Тама Богемской волости Перекопского уезда числилось 8 дворов с немецким населением, 46 человек приписных жителей и 17 — «посторонних»[12].
- Ас-Юрту 45°39′45″ с. ш. 34°47′10″ в. д.HGЯO — располагалось примерно в 1,5 км юго-восточнее села Благодатное[13], обозначен как развалины на картах 1836[14], 1842[15] и 1865 года.
- Бай-Кангил 45°45′50″ с. ш. 34°39′40″ в. д.HGЯO — встречается в Камеральном Описании Крыма… 1784 года как разорённая деревня Бойканлы Таманского кадылыка Карасубазарского каймаканства[16], обозначен, без указания числа дворов, на карте 1817 года[17].
- Барын-Суран (Абта) — встречается только в Статистическом справочнике Таврической губернии 1915 года, как хутор Богемской волости, с 2 дворами с немецким населением в количестве 18 человек приписных жителей и 5 — «посторонних», из которых 13 мужчин и 10 женщин. При хуторе числилось 866 десятин удобной земли. В хозяйствах имелось 15 лошадей, 18 волов, 6 коров и 10 голов мелкого скота[12].
- Барын-Суран (Раппа) — встречается только в Статистическом справочнике Таврической губернии 1915 года, как хутор Богемской волости, с 1 двором с немецким населением в количестве 4 человек приписных жителей и 11 — «посторонних», из которых 9 мужчин и 6 женщин. При хуторе числилось 550 десятин удобной земли. В хозяйствах имелось 26 лошадей, 16 волов, 13 коров и 13 голов мелкого скота[12].
- Беш-Аран 45°40′45″ с. ш. 34°38′30″ в. д.HGЯO — встречается в Камеральном Описании Крыма… 1784 года как разорённая деревня Бешаран Таманского кадылыка Карасубазарского каймаканства[16], обозначен как пустое село на карте 1817 года[18].
- Беш-Аран-Китай 45°50′10″ с. ш. 34°27′00″ в. д.HGЯO — обозначен как развалины на картах 1836[19] 1842[20] и 1865 годов[21].
- Биюк-Ишунь — встречается только в Ведомости о всех селениях, в Перекопском уезде состоящих… от 21 октября 1805 года, согласно которой в деревне Бозгозской волости Перекопского уезда числилось 30 дворов, 138 крымских татар, 21 цыган и 1 ясыр[22].
- Булаш 45°41′35″ с. ш. 34°47′05″ в. д.HGЯO — в Камеральном Описании Крыма… 1784 года упоминается как Болаш Таманского кадылыка Карасубазарского[16], обозначено на карте 1817 года как село Булаш с 13 дворами[23].
- Бурнак 45°42′10″ с. ш. 34°47′45″ в. д.HGЯO — в Камеральном Описании Крыма… 1784 года упоминается как Борнак Таманского кадылыка Карасубазарского каймаканства[16], обозначено на карте 1817 года как пустое село Бурнак[24].
- Горварта (также Гарварт) — встречается в «…Памятной книжке Таврической губернии на 1900 год», как селение Александровской волости Перекопского уезда с 40 жителями в 5 дворах[25] и в Статистическом справочнике Таврической губернии 1915 года, как хутор Горварта с 1 двором без населения[12].
- Джанабий-Карач 45°59′10″ с. ш. 34°19′50″ в. д.HGЯO — обозначен как развалины деревни на картах 1836[26] и 1842 года[27].
- Джан-Девлет — хутор, в доступных источниках встречается только в Статистическом справочнике Таврической губернии 1915 года, согласно которому на хуторе Джан-Девлет Богемской волости Перекопского уезда числилось 5 дворов с русским населением в количестве 49 человек «посторонних» жителей[12].
- Джанкой-Тама 45°51′45″ с. ш. 34°05′50″ в. д.HGЯO — в Камеральном Описании Крыма… 1784 года упоминается как Ени Киой кадылыка Сакал Перекопского каймаканства[16], обозначено на карте 1817 года как пустое село Яникой-Тама[28].
- Канлы — встречается только в Ведомости о всех селениях, в Перекопском уезде состоящих… от 21 октября 1805 года, согласно которой в деревне Биюк-Тузакчинскской волости Перекопского уезда числилось 14 дворов и 181 крымский татарин[22].
- Караджи (также Мокшеевой О.) — встречается только в Статистическом справочнике Таврической губернии 1915 года, как хутор Богемской волости, с немецким населением в количестве 4 человек приписных жителей и 20 — «посторонних»[12].
- Карангут-Джаракчи (братьев Эйзенбах нем. Eisenbach) — хутор к югу от Джанкоя[29], встречается в Статистическом справочнике Таврической губернии 1915 года, как хутор Тотанайской волости, в 2 двора с немецким населением в количестве 4 человек приписных жителей[12].
- Карачи-Китай (наследнтков Крашкова, также Люстиха) — встречается только в Статистическом справочнике Таврической губернии 1915 года, как хутор Богемской волости, с 2 дворами с населением в количестве 4 человек приписных жителей и 22 — «посторонних»,, из которых 12 мужчин и 14 женщины. При хуторе числилось 300 десятин удобной земли. В хозяйстве имелось 40 лошадей, 60 волов, 20 коров и 20 голов мелкого скота[12]
- Кутлу-Аяк — встречается только в Статистическом справочнике Таврической губернии 1915 года, как хутор Богемской волости, с 1 двором с населением в количестве 5 человек приписных жителей, из которых 3 мужчины и 2 женщины[12].
- Кырк (товарищество Руфа Майера и др.) — встречается только в Статистическом справочнике Таврической губернии 1915 года, как хутор Богемской волости, с 2 дворами с татарским населением в количестве 12 человек приписных жителей и 3 — «посторонних», из которых 8 мужчин и 7 женщин. При хуторе числилось 1000 десятин удобной земли. В хозяйствах имелось 45 лошадей, 88 волов, 9 коров и 441 голова мелкого скота[12].
- Кыр-Кыят 46°00′45″ с. ш. 34°20′15″ в. д.HGЯO — встречается на карте 1817 года, как пустующий Кият[30], на карте 1836 года с 7 дворами[31], а на карте 1842 года обозначена условным знаком «малая деревня», (менее 5 дворов)[32]; отмечено на трёхверстовой карте 1865 года[33], а по «Памятной книжке Таврической губернии за 1867 год», деревня была покинута жителями в 1860—1864 годах, в результате эмиграции крымских татар и оставалась в развалинах[34].
- Муллалар-Багалак 45°51′35″ с. ш. 34°19′10″ в. д.HGЯO — обозначен как развалины на картах 1836[35], 1842[36] и 1865 годов[37].
- Ново-Брилёвка — в доступных источниках встречается только в «…Памятной книжке Таврической губернии на 1900 год», согласно которой в деревне арендаторов Богемской волости Перекопского уезда было 152 жителя в 20 дворах[25].
- Ново-Копани — в доступных источниках встречается только в «…Памятной книжке Таврической губернии на 1900 год», согласно которой в деревне Богемской волости Перекопского уезда было 25 жителей в 6 дворах[25].
- Ново-Петровка — в доступных источниках встречается только в «…Памятной книжке Таврической губернии на 1900 год», согласно которой в деревне Богемской волости было 67 жителей в 11 дворах[25].
- Ойрат-Карангит — в доступных источниках встречается только в Статистическом справочнике Таврической губернии 1915 года, согласно которому в селе Ойрат-Карангит (вакуф) Богемской волости Перекопского уезда числилось 15 дворов (все дворы с землёй) с татарским населением в количестве 52 человек приписных жителей и 2 — «посторонних», из которых 29 мужчин и 25 женщин. Жители владели 158 десятинами удобной земли. В хозяйствах имелось 34 лошади 12 волов и 13 коров[12].
- Орта-Сунак — в доступных источниках встречается только в Статистическом справочнике Таврической губернии 1915 года, согласно которому на хуторе наследников Абдурамана-Челеи-Курт-умерп-Эфенди-оглу Богемской волости Перекопского уезда числилось 3 двора с русским населением в количестве 42 человек приписных жителей и 4 — «посторонних», из которых 17 мужчин и 29 женщин. При хуторе числилось 300 десятин уземли, в хозяйствах имелось 25 лошадей, 19 коров и 7 голов мелкого скота[12].
- Сарике 45°34′35″ с. ш. 34°31′00″ в. д.HGЯO — обозначено на карте 1817 года как пустое село Сарике[38].
- Сарылры-Китай — встречается только в Статистическом справочнике Таврической губернии 1915 года, как хутор Богемской волости, с 3 дворами с русским населением в количестве 24 человек приписных жителей и 8 — «посторонних», из которых 19 мужчин и 13 женщин. При хуторе числилось 400 десятин удобной земли. В хозяйствах имелось 50 лошадей, 10 коров и 700 голов мелкого скота[12].
- Такил 45°39′15″ с. ш. 34°38′35″ в. д.HGЯO — обозначен на карте 1817 года, как пустое селение[39].
- Тюльку 45°34′00″ с. ш. 34°35′35″ в. д.HGЯO — располагалось примерно в 1 км к юго-востоку от села Ближнее[40]. Встречается в Камеральном Описании Крыма… 1784 года, судя по которому, в последний период Крымского ханства Тилки входил в Насывский кадылык Карасубазарского каймаканства[16]. Видимо, после присоединения Крыма к России жители покинули селение[2]. Отмечено, как пустующее Тюлки на карте генерал-майора Мухина 1817 года[41], как развалины на картах 1836[42], 1842[43] и 1865 года.
- Ченчи-Кирк — встречается только в Статистическом справочнике Таврической губернии 1915 года, согласно которому на хуторе Ченчи-Кирк (Бадера) Богемской волости Перекопского уезда числился 1 двор с немецким населением в количестве 5 человек приписных жителей и 24 «посторонних»[12].
- Чокрак-Сунак — встречается только в Статистическом справочнике Таврической губернии 1915 года, согласно которому на хуторе Чокрак-Сунак (наследников Абдурамана-Челеби-Курт-Умера-Эфенди-оглу) Богемской волости Перекопского уезда числился 1 двор с русским населением в количестве 21 человека приписных жителей[12].
- Чокралы-Кирк — в доступных источниках встречается в Камеральном Описании Крыма… 1784 года, как деревня Дип Чонгарского кадылыка Карасубазарского каймаканства и в Статистическом справочнике Таврической губернии 1915 года, согласно которому на хуторе Чокралы-Кирк Ак-Шеихской волости Перекопского уезда числилось 2 двора с русским населением в количестве 19 человек приписных жителей[12].
- Чурюк-Алгазы — встречается только в Ведомости о всех селениях, в Перекопском уезде состоящих… от 21 октября 1805 года, согласно которой в деревне Джанайской волости Перекопского уезда числилось 3 двора и 37 крымских татар[22].
- Эмир-Али 45°42′25″ с. ш. 34°46′00″ в. д.HGЯO — в Камеральном Описании Крыма… 1784 года упоминается как Омир Эли Таманского кадылыка Карасубазарского каймаканства[16], обозначено на карте 1817 года как пустое селение Емирали[44].

## Исчезнувшие между 1926 и 1948 годами
Отправной точкой данного учёта является Список населённых пунктов Крымской АССР по Всесоюзной переписи 17 декабря 1926 года, в котором перечислены практически все населённые пункты, вплоть до будок железнодорожных обходчиков. 1948 год взят по причине более-менее полных списков сёл, созданных в связи с массовым переименованием.
| Аксюру-Конрат Татарский | 45°38′25″ с. ш. 34°30′50″ в. д. | между 1942 и 1948 г. |
| Аппаз-Багалак           | 45°51′05″ с. ш. 34°17′40″ в. д. | между 1942 и 1948 г. |
| Бешаран-Кирей           | 45°57′15″ с. ш. 34°24′15″ в. д. | между 1942 и 1948 г. |
| Губеровка               | 45°42′50″ с. ш. 34°30′30″ в. д. | между 1926 и 1931 г. |
| Джабу                   | 45°55′40″ с. ш. 34°21′20″ в. д. | между 1938 и 1941 г. |
| Джаракчи                | 45°39′30″ с. ш. 34°17′35″ в. д. | между 1942 и 1948 г. |
| Джудрук                 | 45°45′ с. ш. 34°17′ в. д.       | между 1938 и 1942 г. |
| Иргаклы                 | 45°48′35″ с. ш. 34°37′55″ в. д. | между 1926 и 1931 г. |
| Ириновка                | 45°42′25″ с. ш. 34°44′30″ в. д. | между 1942 и 1948 г. |
| Караджа-Багалак         | 45°53′15″ с. ш. 34°21′30″ в. д. | между 1926 и 1931 г. |
| Катаган                 | 46°00′45″ с. ш. 34°13′15″ в. д. | между 1942 и 1948 г. |
| Каштановка              | 45°45′05″ с. ш. 34°07′30″ в. д. | между 1942 и 1948 г. |
| Керлеут                 | 45°44′05″ с. ш. 34°25′10″ в. д. | до 1942 г.           |
| Кокчегоз I и II         | 45°57′20″ с. ш. 34°17′15″ в. д. | до 1942 г.           |
| Колай татарский         | 45°36′05″ с. ш. 34°32′30″ в. д. | до 1942 г.           |
| Куртчи-Кирей            | 45°56′30″ с. ш. 34°23′50″ в. д. | между 1926 и 1931 г. |
| Курчи-Кирей             | 45°56′40″ с. ш. 34°24′00″ в. д. | между 1926 и 1931 г. |
| Кутлуаяк                | 45°38′20″ с. ш. 34°14′20″ в. д. | между 1926 и 1931 г. |
| Лагутка                 | 45°33′50″ с. ш. 34°18′45″ в. д. | до 1942 г.           |
| Марат                   | 45°49′10″ с. ш. 34°20′05″ в. д. | между 1942 и 1948 г. |
| Разорённый Вакуф        | 45°44′45″ с. ш. 34°42′00″ в. д. | между 1931 и 1941 г. |
| Сарылар-Китай           | 45°48′25″ с. ш. 34°29′55″ в. д. | между 1931 и 1941 г. |
| Селиджановка            | 45°47′10″ с. ш. 34°36′05″ в. д. | между 1931 и 1941 г. |
| Сират-Карангит          | 45°38′35″ с. ш. 34°18′55″ в. д. | между 1942 и 1948 г. |
| Толканджи-Кирей         | 45°55′50″ с. ш. 34°22′40″ в. д. | между 1931 и 1941 г. |
| Терс-Багалак            | 45°52′00″ с. ш. 34°16′00″ в. д. | между 1931 и 1941 г. |
| Топай-Кемельчи          | 45°39′50″ с. ш. 34°04′10″ в. д. | между 1942 и 1948 г. |
| Тузакчи-Сунак           | 45°51′30″ с. ш. 34°27′00″ в. д. | между 1926 и 1941 г. |
| Узун-Сакал-Джанкой      | 45°30′ с. ш. 34°23′ в. д.       | до 1942 г.           |
| Фазыл-Китай             | 45°48′15″ с. ш. 34°28′25″ в. д. | до 1942 г.           |
| Чокмай                  | 45°37′55″ с. ш. 34°35′40″ в. д. | между 1942 и 1948 г. |
| Шеих-Шая                | 45°36′30″ с. ш. 34°40′30″ в. д. | между 1926 и 1931 г. |
| Ширин Татарский         | 45°40′40″ с. ш. 34°41′05″ в. д. | до 1942 г.           |

### Малоупоминаемые сёла
Перечисленные ниже сёла встречаются лишь в одном-двух исторических документах и сведений о них не достаточно для создания полноценной статьи.
- Агатоновка — 45°44′15″ с. ш. 34°13′30″ в. д.HGЯO (на территории Новокрымского сельсовета), упоминается только в Списке населённых пунктов Крымской АССР по Всесоюзной переписи 17 декабря 1926 года, как хутор Марьинского сельсовета Джанкойского района, с 5 дворами и 33 жителями, из них 26 немцев, 5 чехов, 1 руссий и 1 татарин[45]. Обозначено на карте Генштаба Красной Армии 1942 года[46].
- Алкалы Новые — упоминается только в Списке населённых пунктов Крымской АССР по Всесоюзной переписи 17 декабря 1926 года, как село Таганашского сельсовета Джанкойского района, с 6 дворами и 32 жителями (31 русский, 1 украинец)[45].
- Аппаз-Богалак (бывший Келембет) — упоминается в Статистическом справочнике Таврической губернии. Ч.II-я. Статистический очерк, выпуск пятый Перекопский уезд, 1915 год, как хутор Калембета Богемской волости — 2 двора с русским населением (9 приписных и 25 — «посторонних» жителей)[12] и в Списке населённых пунктов Крымской АССР по Всесоюзной переписи 17 декабря 1926 года, как село Таганашского сельсовета Джанкойского района, с 21 двором и 103 жителями, все русские[45].
- Васильевка — упоминается в «…Памятной книжке Таврической губернии на 1900 год», как деревня Александровской волости с 45 жителями без домохозяйств[25]. В Статистическом справочнике Таврической губернии. Ч.II-я. Статистический очерк, выпуск пятый Перекопский уезд, 1915 год в той же волости 2 хутора Васильевка Вильгельма Лютца: с 1 двором и 6 приписными жителями и 9 дворов — 59 только «посторонних»[12]; в Списке населённых пунктов Крымской АССР по Всесоюзной переписи 17 декабря 1926 года, — село Марьинского сельсовета — 6 дворов, все крестьянские, население 35 человек, все русские[45].
- Дмитриевка (ранее Ново-Дмитриевка) — 45°39′35″ с. ш. 34°15′55″ в. д.HGЯO на территории Мирновского сельсовета. Встречается в Списке населённых пунктов Крымской АССР по Всесоюзной переписи 17 декабря 1926 года, как село Ново-Дмитриевка Марьинского сельсовета: 5 дворов, все крестьянские, население 26 человек, из них 23 украинца и 3 русских[45] и на карте Генштаба Красной Армии 1942 года[47].
- Илларионовка — упоминается только в Списке населённых пунктов Крымской АССР по Всесоюзной переписи 17 декабря 1926 года, как село Ак-Шеихского сельсовета Джанкойского района, в котором числилось 18 дворов, из них 17 крестьянских, население составляло 95 человек, из них 55 русских, 39 украинцев и 1 чех[45].
- Интернационал — упоминается только в Списке населённых пунктов Крымской АССР по Всесоюзной переписи 17 декабря 1926 года, как село Антониновского Джанкойского района, с 8 дворами, население составляло 41 человек, из них 22 русских, 15 немцев, 2 украинца, 1 грек и 1 чех[45].
- Калмыковка (с хутором Ермака) — 45°54′25″ с. ш. 34°13′35″ в. д.HGЯO на километровой карте Генштаба Красной армии 1941 года[48], а подробной карте РККА северного Крыма 1941 года, как бригада совхоза Кирк-Ишунь-Алгазы[49] и на двухкилометровке РККА 1942 года совхоз Кирк-Ишунь[50].
- Кангил — 2 хутора Тюп-Кенегезского сельсовета, упоминаются только в Списке населённых пунктов Крымской АССР по Всесоюзной переписи 17 декабря 1926 года: Корниса, с 3 дворами и 17 жителями и Янцена — 1 двор и 9 человек[45].
- Караджа-Подковыровка — упоминается только в Списке населённых пунктов Крымской АССР по Всесоюзной переписи 17 декабря 1926 года, как село Караджинского сельсовета Джанкойского района, с 12 дворами, все крестьянские, население составляло 58 человек, все русские[45].
- Карач (вакуф) — (с одноимённым хутором) упоминается только в Списке населённых пунктов Крымской АССР по Всесоюзной переписи 17 декабря 1926 года, как село Караджинского сельсовета Джанкойского района, с 17 дворами, все крестьянские, население составляло 74 человека. В национальном отношении учтено: 58 татар и 16 русских; в одноимённом хуторе того же сельсовета — 3 двора и 14 жителей (13 русских и 1 записан в графе «прочие»)[45].
- Кирк-Ишунь I и Кирк-Ишунь II — хутора, находились примерно в 2 километрах северо-западнее села Яснополянское[51]. Упоминаются (в одной строке) в Списке населённых пунктов Крымской АССР по Всесоюзной переписи 17 декабря 1926 года, согласно которому в обеих селениях Тереклынского сельсовета числилось 14 дворов, все крестьянские, совокупное население составляло 48 человек: 40 русских, 7 украинцев, 1 записан в графе «прочие»[45].
- Колодина — 45°51′55″ с. ш. 34°24′55″ в. д.HGЯO хутор на территории Завет-Ленинского сельсовета, встречается на карте Генштаба Красной Армии 1941 года[52], на подробной карте РККА северного Крыма 1941 года — загон для скота[53].
- Крымская семеноводческая артель (также Чокмай Безлера) — 45°38′06″ с. ш. 34°35′00″ в. д.HGЯO, примерно в 2 километрах северо-восточнее села Октябрь. Встречается на карте 1926 года[54] и в Списке населённых пунктов Крымской АССР по Всесоюзной переписи 17 декабря 1926 года, согласно которому в Крымской семеноводческой артели Ак-Шеихского сельсовета числилось 12 дворов, из них 10 крестьянских, население составляло 40 человек, из них 19 русских, 16 украинцев и 5 немцев[45].
- Кучук-Джадра (вакуф) — встречается в Статистическом справочнике Таврической губернии. Ч.II-я. Статистический очерк, выпуск пятый Перекопский уезд, 1915 год, как деревня Кучук-Джадра (вакуф) Богемской волости в 7 дворов с населением 28 человек приписных жителей[12] и в Списке населённых пунктов Крымской АССР по Всесоюзной переписи 17 декабря 1926 года, как село Джадра-Борлакского сельсовета в 6 дворов, из них 5 крестьянских, население 28 человек, все татары[45].
- Кырк-Чакмая — 45°39′30″ с. ш. 34°34′25″ в. д.HGЯO, в 2,5 км севернее села Октябрь[55]. Встречается на карте Крымского статистического управления 1922 года, как Кырк-Чок-май[56], на километровой карте Генштаба Красной армии 1941 года — Кырх-Чакмая, на двухкилометровке 1942 года его уже нет.
- Надежда — 45°48′05″ с. ш. 34°29′00″ в. д.HGЯO немецкий хутор, находился на севере района, на левом берегу реки Победная, примерно в 3 километрах южнее села Столбовое[57]. Упоминается только в Списке населённых пунктов Крымской АССР по Всесоюзной переписи 17 декабря 1926 года, согласно которому на хуторе Надежда, Таганашского сельсовета Джанкойского района, числилось 11 дворов, из них 10 крестьянских, население составляло 61 человек, из них 38 немцев и 23 русских[45].
- Новый Посёлок — упоминается только в Списке населённых пунктов Крымской АССР по Всесоюзной переписи 17 декабря 1926 года, согласно которому в селе Новый Посёлок Немецко-Джанкойского сельсовета числилось 10 дворов, все крестьянские, население составляло 57 человек, из них 42 украинца, 10 немцев и 5 русских[45].
- Пурмановка — упоминается только в Списке населённых пунктов Крымской АССР по Всесоюзной переписи 17 декабря 1926 года, согласно которому в селе Пурмановка, Марьинского сельсовета Джанкойского района, числилось 7 дворов, все крестьянские, население составляло 35 человек, из них 13 русских, 8 латышей, 8 чехов, 5 немцев, 1 записан в графе «прочие»[45].
- Чирик 1-й 45°50′00″ с. ш. 34°08′30″ в. д.HGЯO, в 1 км к западу от села Пахаревка; встречается, как Чирик Первый на подробной карте РККА северного Крыма 1941 года[58] и на двухкилометровой карте РККА 1942 года[59].
- Чокмай Новый — упоминается в Статистическом справочнике Таврической губернии 1915 года, как хутор Ак-Шеихской волости Перекопского уезда Новый Чекмай (Ф. Фоленвайдера с 1 двором с немецким населением без учтённых жителей[12] и в Списке населённых пунктов Крымской АССР по Всесоюзной переписи 17 декабря 1926 года как хутор Барынского (немецкого) сельсовета — 3 двора, население 12 человек, все русские[45].
- Экфельд — упоминается только в Списке населённых пунктов Крымской АССР по Всесоюзной переписи 17 декабря 1926 года, как хутор Таганашского сельсовета с 3 дворами, населением 15 человек, все немцы[45].
- Якубовка (также Новая Якубовка) 45°40′50″ с. ш. 34°28′05″ в. д.HGЯO — упоминается только в Списке населённых пунктов Крымской АССР по Всесоюзной переписи 17 декабря 1926 года, как хутор Немецко-Джанкойского сельсовета Джанкойского района, числилось 2 дворами, населением 9 человек, все русские[45]. Находился примерно в 1,5 километрах к юго-востоку от села Победное[60].

## Сёла, исчезнувшие после 1948 года
| Сёла, исчезнувшие после 1948 года | Сёла, исчезнувшие после 1948 года | Сёла, исчезнувшие после 1948 года           | Сёла, исчезнувшие после 1948 года | Сёла, исчезнувшие после 1948 года |
| Село                              | Координаты                        | Старое название                             | Местоположение (сельсовет)        | Годы упразднения                  |
| --------------------------------- | --------------------------------- | ------------------------------------------- | --------------------------------- | --------------------------------- |
| Анатольевка                       | 45°45′30″ с. ш. 34°11′40″ в. д.   | до 1948 года Суран                          | Новокрымский сельсовет            | с 1960 по 1968 год                |
| Артезианка                        | 45°56′25″ с. ш. 34°13′50″ в. д.   | до 1948 года Трещёв                         | Целинный сельсовет                | с 1960 по 1968 год                |
| Бакланово                         | 45°57′55″ с. ш. 34°23′30″ в. д.   | до 1948 года Тазанай-Кирей                  | Целинный сельсовет                | в 1968 году                       |
| Бахчевое                          | 45°43′15″ с. ш. 34°10′55″ в. д.   | до 1948 года Курчум-Бочала                  | Лобановский сельсовет             | с 1954 по 1960 год                |
| Бережное                          | 45°54′25″ с. ш. 34°33′45″ в. д.   | до 1948 года Камкалы                        | Медведевский сельсовет            | в 1968 году                       |
| Боброво                           | 45°52′05″ с. ш. 34°11′15″ в. д.   | до 1948 года Джанай                         | Лобановский сельсовет             | с 1960 по 1968 год                |
| Большой Кут                       | 45°42′45″ с. ш. 34°45′45″ в. д.   | —                                           | Просторненский сельсовет          | с 1960 по 1968 год                |
| Васильевка                        | 45°48′55″ с. ш. 34°37′00″ в. д.   | до 1948 года Акчора татарская (Тюп-Акчора)  | Заречненский сельсовет            | с 1960 по 1968 год                |
| Верхние Отрожки                   | 45°39′20″ с. ш. 34°39′40″ в. д.   | до 1948 года Верхний Алач                   | Просторненский сельсовет          | с 1968 по 1977 год                |
| Верхняя Антоновка                 | 45°37′15″ с. ш. 34°25′30″ в. д.   | до 1948 года Антоновка русская              | Рощинский сельсовет               | с 1968 по 1977 год                |
| Видное                            | 45°39′40″ с. ш. 34°33′20″ в. д.   | до 1948 года Караджи-Кат                    | Просторненский сельсовет          | с 1960 по 1968 год                |
| Владимировка                      | 45°46′50″ с. ш. 34°11′30″ в. д.   | ранее Ново-Владимировка или Казённый Борлак | Лобановский сельсовет             | 24 марта 1997 года                |
| Водное                            | 45°48′30″ с. ш. 34°29′55″ в. д.   | до 1948 года Осман-Букеш                    | Медведевский сельсовет            | с 1960 по 1968 год                |
| Герои Сиваша                      | 46°00′50″ с. ш. 34°06′40″ в. д.   | с 1954 по 1968 год Каранки                  | Целинный сельсовет                | с 1960 по 1968 год                |
| Глинное                           | 45°49′15″ с. ш. 34°22′00″ в. д.   | до 1948 года Мамут                          | Завет-Ленинский сельсовет         | с 1. 01 по 1.06 1968 года         |
| Дальний                           | 46°02′25″ с. ш. 34°09′15″ в. д.   | с 1954 по 1968 год Той-Тёбе                 | Целинный сельсовет                | с 1960 по 1968 год                |
| Днестровка                        | 45°58′20″ с. ш. 34°04′45″ в. д.   | до 1948 года Асс-Найман                     | Целинный сельсовет                | с 1977 по 1985 год                |
| Егоровка                          | 45°37′40″ с. ш. 34°24′40″ в. д.   | до 1948 года Новокарловка                   | —                                 | с 1960 по 1968 год                |
| Екатериновка                      | 45°43′35″ с. ш. 34°13′35″ в. д.   | —                                           | Лобановский сельсовет             | с 1954 по 1960 год                |
| Журавлёвка                        | 45°38′15″ с. ш. 34°16′25″ в. д.   | —                                           | Днепровский сельсовет             | с 1960 по 1968 год                |
| Запрудное                         | 45°52′10″ с. ш. 34°29′50″ в. д.   | до 1948 года Эски-Джандевлет                | Медведевский сельсовет            | с 1954 по 1960 год                |
| Защитное                          | 45°35′50″ с. ш. 34°31′20″ в. д.   | до 1948 года Месит                          | Майский сельсовет                 | с 1977 по 1985 год                |
| Заячье                            | 45°57′10″ с. ш. 34°16′45″ в. д.   | Таук                                        | Целинный сельсовет                | с 1960 по 1968 год                |
| Звёздочка                         | 45°49′25″ с. ш. 34°13′15″ в. д.   | до 1948 года Иргиз                          | Лобановский сельсовет             | с 1954 по 1960 год                |
| Знойное                           | 45°56′45″ с. ш. 34°14′15″ в. д.   | до 1954—1968 года Коккоз                    | Целинный сельсовет                | с 1960 по 1968 год                |
| Калиновка                         | 45°47′00″ с. ш. 34°43′25″ в. д.   | до 1945 года Тюп-Кенегез                    | —                                 | с 1954 по 1960 год                |
| Корнеевка                         | 45°47′30″ с. ш. 34°36′07″ в. д.   | до 1948 года Кельды-Бай                     | Заречненский сельсовет            | с 1977 по 1985 год                |
| Крайнее                           | 45°47′50″ с. ш. 34°44′05″ в. д.   | до 1948 года Тюп-Кангил (Тюп-Канлы)         | —                                 | с 1954 по 1960 год                |
| Красноярка                        | 45°45′40″ с. ш. 34°24′30″ в. д.   | —                                           | Медведевский сельсовет            | с 1954 по 1960 год                |
| Кречетово                         | 45°55′10″ с. ш. 34°18′50″ в. д.   | до 1948 года Тереклы, Тереклы-Ишунь         | Яснополянский сельсовет           | с 1977 по 1985 год                |
| Куликовка                         | 45°59′10″ с. ш. 34°15′35″ в. д.   | до 1954—1968 года Тюп-Алгазы                | Целинный сельсовет                | с 1960 по 1968 год                |
| Лазурка                           | 45°47′35″ с. ш. 34°07′00″ в. д.   | до 1948 года Абаклы-Тама                    | Новокрымский сельсовет            | с 1960 по 1968 год                |
| Лебединое                         | 45°59′15″ с. ш. 34°20′00″ в. д.   | до 1948 года Джантуган                      | Целинный сельсовет                | с 1960 по 1968 год                |
| Лиманка                           | 45°55′10″ с. ш. 34°06′40″ в. д.   | до 1948 года Кирк                           | Целинный сельсовет                | с 1960 по 1968 год                |
| Лисьевка                          | 45°54′35″ с. ш. 34°13′45″ в. д.   | до 1948 года Алгазы                         | Целинный сельсовет                | с 1960 по 1968 год                |
| Македоновка                       | 45°34′00″ с. ш. 34°15′30″ в. д.   | до 1948 года Иоганнесфельд                  | Яркополенский сельсовет           | с 1960 по 1968 год                |
| Малое                             | 45°48′25″ с. ш. 34°11′25″ в. д.   | до 1962 года Михайловка                     | Лобановский сельсовет             | с 1968 по 1977 год                |
| Марьяновка                        | 45°43′50″ с. ш. 34°11′40″ в. д.   | —                                           | Лобановский сельсовет             | с 1960 по 1968 год                |
| Морозово                          | 45°17′05″ с. ш. 34°31′50″ в. д.   | до 1948 года Джумаш-Кирк                    | Заречненский сельсовет            | с 1954 по 1960 год                |
| Муромка                           | 45°39′15″ с. ш. 34°38′05″ в. д.   | до 1948 года Алчин                          | Просторненский сельсовет          | с 1960 по 1968 год                |
| Нижняя Антоновка                  | 45°36′40″ с. ш. 34°24′55″ в. д.   | до 1948 года Антоновка армянская            | Ближнегородский сельсовет         | с 1960 по 1968 год                |
| Нововладимировка                  | 45°41′40″ с. ш. 34°30′20″ в. д.   | —                                           | Заречненский сельсовет            | с 1968 по 1977 год                |
| Новомихайловка                    | 45°54′15″ с. ш. 34°36′25″ в. д.   | —                                           | Медведевский сельсовет            | с 1960 по 1968 год                |
| Обрывное                          | 45°51′00″ с. ш. 34°33′10″ в. д.   | до 1948 года Новый Букеш                    | Медведевский сельсовет            | с 1968 по 1977 год                |
| Огаровка                          | 45°43′25″ с. ш. 34°10′50″ в. д.   | Огаревка                                    | Новокрымский сельсовет            | с 1960 по 1968 год                |
| Озёрное                           | 46°01′45″ с. ш. 34°16′05″ в. д.   | до 1954—1968 года Карачи-Китай              | Целинный сельсовет                | с 1960 по 1968 год                |
| Отары                             | 45°39′30″ с. ш. 34°16′00″ в. д.   | —                                           | Ярковский сельсовет               | с 1960 по 1968 год                |
| Отдалённое                        | 46°02′05″ с. ш. 34°11′10″ в. д.   | до 1954—1968 года Чучак                     | Целинный сельсовет                | с 1960 по 1968 год                |
| Передовое                         | 45°51′25″ с. ш. 34°40′05″ в. д.   | до 1948 года Тюп-Тархан                     | Заречненский сельсовет            | с 1960 по 1968 год                |
| Пламенное                         | 45°41′00″ с. ш. 34°26′25″ в. д.   | до 1948 года Тархан-Сейтлер                 | Завет-Ленинский сельсовет         | в 1968 году                       |
| Победа                            | 45°55′15″ с. ш. 34°26′50″ в. д.   | до 1948 года Новый Таганаш                  | Медведевский сельсовет            | с 1977 по 1985 год                |
| Покосы                            | 45°59′35″ с. ш. 34°13′00″ в. д.   | до 1948 года Пасурман 1-й                   | Целинный сельсовет                | с 1960 по 1968 год                |
| Правдино                          | 45°48′35″ с. ш. 34°05′10″ в. д.   | до 1948 года Ак-Таш                         | Новокрымский сельсовет            | с 1954 по 1968 год                |
| Просянка                          | 45°47′00″ с. ш. 34°06′55″ в. д.   | до 1948 года Абаклы                         | —                                 | с 1954 по 1960 годы               |
| Раздольное                        | 45°45′25″ с. ш. 34°34′25″ в. д.   | Карангит                                    | Заречненский сельсовет            | в 1968 году                       |
| Репино                            | 45°47′15″ с. ш. 34°16′05″ в. д.   | до 1948 года Деньгиль                       | Лобановский сельсовет             | с 1960 по 1968 год                |
| Ровное                            | 46°00′55″ с. ш. 34°21′25″ в. д.   | до 1954—1968 года Биюк-Найман               | Целинный сельсовет                | в 1968 году                       |
| Сафьяновка                        | 45°45′25″ с. ш. 34°29′15″ в. д.   | до 1948 года Месит                          | Завет-Ленинский сельсовет         | с 1968 по 1977 год                |
| Северный                          | 45°58′05″ с. ш. 34°13′30″ в. д.   | до 1954—1968 года Луговое                   | Целинный сельсовет                | с 1960 по 1968 год                |
| Сенокосное                        | 45°59′20″ с. ш. 34°07′40″ в. д.   | до 1954—1968 года Самай                     | Целинный сельсовет                | с 1977 по 1985 год                |
| Сивашное                          | 45°43′45″ с. ш. 34°50′00″ в. д.   | —                                           | Просторненский сельсовет          | с 1960 по 1968 год                |
| Сторожевое                        | 46°00′50″ с. ш. 34°14′35″ в. д.   | до 1954—1960 года Катанай                   | Целинный сельсовет                | с 1954 по 1960 год                |
| Толстово                          | 45°42′00″ с. ш. 34°47′50″ в. д.   | до 1948 года Малый Кут                      | Просторненский сельсовет          | в 1968 году                       |
| Трудолюбовка                      | 45°38′55″ с. ш. 34°25′55″ в. д.   | —                                           | Рощинский сельсовет               | с 1968 по 1977 год                |
| Труженик                          | 45°44′45″ с. ш. 34°11′15″ в. д.   | до 1948 года Суран-Барын                    | Новокрымский сельсовет            | с 1960 по 1968 год                |
| Чапаево                           | 45°51′05″ с. ш. 34°06′10″ в. д.   | до 1954—1968 года Чирик                     | Новокрымский сельсовет            | с 1977 по 1985 год                |
| Чирки                             | 45°53′10″ с. ш. 34°22′55″ в. д.   | до 1948 года Биюк-Сунак                     | Завет-Ленинский сельсовет         | с 1968 по 1977 год                |
| Чистое                            | 45°49′45″ с. ш. 34°36′05″ в. д.   | до 1948 года Новая Акчора                   | Заречненский сельсовет            | с 1960 по 1968 год                |
| Шаги                              | 45°35′35″ с. ш. 34°45′15″ в. д.   | ранее Шига                                  | Просторненский сельсовет          | с 1968 по 1977 год                |
| Ясная Балка                       | 45°49′25″ с. ш. 34°18′15″ в. д.   | —                                           | Лобановский сельсовет             | с 1968 по 1977 год                |

### Мало упоминаемые селения
Перечисленные ниже сёла встречаются лишь в одном-двух исторических документах и сведений о них не достаточно для создания полноценной статьи.
- Аляска 45°52′50″ с. ш. 34°44′00″ в. д.HGЯO — упоминается в «Справочнике административно-территориального деления Крымской области на 15 июня 1960 года», как посёлок в составе Заречненского сельсовета[8] и в документе о ликвидации к 1968 году (согласно справочнику «Крымская область. Административно-территориальное деление на 1 января 1968 года» — с 1954 по 1968 год как посёлок Заречненского сельсовета[61]). Обозначен как Алеска на подробной карте РККА северного Крыма 1941 года[62] и на карте Генштаба Красной Армии 1942 года[63].
- Арарат 45°41′10″ с. ш. 34°21′45″ в. д.HGЯO — встречается лишь на «Карте Крыма с названиями исчезнувших и переименованных городов и поселков»[64].
- Глебово (до 1948 года Хутор Трещева) — упоминается в указе о переименовании от 1948 года[4], в документе о ликвидации с 1954 по 1968 год как село Просторненского сельсовета[3]. На 15 июня 1960 года село числилось в составе Просторненского сельсовета[8].
- Гостеприимное 45°40′55″ с. ш. 34°46′30″ в. д.HGЯO (до 1948 года населённый пункт совхоза «Молодая Гвардия») — располагалось восточней села Светлого.[65]. Упоминается в указе о переименовании от 1948 года[4], справочниках 1968[3] и 1977 годов как село Просторненского сельсовета. Упразднено в 1986 году[66].
- Жуковка 45°38′35″ с. ш. 34°28′35″ в. д.HGЯO — располагалась у северной окраины современного села Кондратьево. Упоминается на карте Генштаба Красной Армии 1942 года[67] и в документе о ликвидации с 1954 по 1968 год, как село Заречненского сельсовета[3] — фактически до 1960 года, поскольку в «Справочнике административно-территориального деления Крымской области на 15 июня 1960 года» селение уже не значилось[8].
- Зелёный Гай — переименовано из посёлка Володино 2 в Зелёный Гай до 1960 года, поскольку в «Справочнике административно-территориального деления Крымской области на 15 июня 1960 года» Зелёный Гай уже значился в составе Целинного сельсовета[8], и ликвидировано к 1968 году (согласно справочнику «Крымская область. Административно-территориальное деление на 1 января 1968 года» — в период с 1954 по 1968 годы[3]).
- Каменка — 45°36′00″ с. ш. 34°27′05″ в. д.HGЯO находилась примерно в 2 километрах севернее села Рубиновка, встречается на карте Генштаба Красной Армии 1942 года[68] и в «Справочнике административно-территориального деления Крымской области на 15 июня 1960 года», как село Ближнегородского сельсовета Красногвардейского района[8].
- Клин 45°54′35″ с. ш. 34°17′00″ в. д.HGЯO (ранее Ударное) — посёлок, находился примерно в 1 километре севернее села Солонцовое, на подробной карте РККА северного Крыма 1941 года на месте селения сады[69]. Упоминается в документе о переименовании из Ударного с 1954 по 1968 год, а фактически до 1968 года, поскольку в «Справочнике административно-территориального деления Крымской области на 15 июня 1960 года» записан, как посёлок Ударное Целинного сельсовета[8], а в справочнике «Крымская область. Административно-территориальное деление на 1 января 1968 года» уже значится посёлок Клин того же совета[3]. Ликвидирован к 1977 году[70]. На карте обозначен, как урочище[71].
- Мартыновский — упоминается как посёлок Целинного сельсовета в «Справочнике административно-территориального деления Крымской области на 15 июня 1960 года»[8] и в документе о ликвидации с 1954 по 1968 год как посёлка того же сельсовета[3].
- Серебрянка — упоминается в документе о переименовании из 32-го переселенческого участка (коммуна Серебрянская на 32-й участке находилась примерно в 1 километре западнее современного села Завет-Ленинский[72]). В «Справочнике административно-территориального деления Крымской области на 15 июня 1960 года» — в составе Завет-Ленинского сельсовета[8]. Ликвидирован к 1968 году (согласно справочнику «Крымская область. Административно-территориальное деление на 1 января 1968 года» — с 1954 по 1968 годы) как посёлок того же сельсовета[3].
- Чонгарский Мост — упоминается только в документе о ликвидации с 1954 по 1968 год как село Медведевского сельсовета[3] (в действительности до 1960 года, поскольку в «Справочнике административно-территориального деления Крымской области на 15 июня 1960 года» селение уже не значилось[8]).